# Terra Indígena Anambé
A Terra Indígena Anambé é uma terra indígena localizada no estado brasileiro do Pará. Regularizada e tradicionalmente ocupada, tem uma área de 7 883 hectares e uma população de 124 pessoas, do povo Anambé.